# Ford Nucleon
La Ford Nucleon è stata una concept car ideata dalla casa automobilistica statunitense Ford nel 1958; si trattava solo di una maquette realizzata in scala 1/3.
Progettata per essere alimentata con energia nucleare, quest'auto non prevedeva un sistema di combustione interno bensì il veicolo doveva essere alimentato da un piccolo reattore nucleare nella parte posteriore, non escludendo l'ipotesi che in un futuro più o meno prossimo questo potesse essere miniaturizzato. Il motore doveva sfruttare la fissione dell'uranio, similmente dunque al funzionamento dei sottomarini nucleari di oggi.
Il modello dell'auto è oggi esposto presso il Museo Henry Ford di Dearborn, in Michigan.

## Progettazione
All'epoca della presentazione del progetto, la tecnologia nucleare era relativamente nuova e si credeva che presto la fissione nucleare avrebbe potuto essere resa compatta e il combustibile nucleare reso accessibile a tutti, diventato così la fonte di energia primaria negli Stati Uniti e facendo divenire la benzina obsoleta.
Ford prevedeva un futuro in cui le stazioni di servizio sarebbero state sostituite con stazioni di ricarica a pieno servizio, e che il veicolo avrebbe potuto percorrere almeno 5000 miglia prima di dover sostituire il mini-reattore nucleare con uno nuovo. Questo sarebbe stato realizzato in miniatura, ridimensionando quelli già impiegati all'epoca nei sottomarini militari, utilizzando l'uranio come materiale fissile. Poiché l'intero reattore sarebbe stato sostituito, Ford ipotizzò anche che il proprietario avrebbe potuto avere molteplici possibilità di scelta per i reattori, come ad esempio un modello a basso consumo di combustibile o un modello ad alte prestazioni, a ogni cambio di reattore. In definitiva, il reattore avrebbe utilizzato il calore per convertire l'acqua in vapore e il gruppo propulsore sarebbe stato azionato a vapore.

## Nella cultura di massa
La Ford Nucleon è l'ispirazione per le auto nucleari nel franchise dei videogiochi di Fallout. Ad esempio, i cartelloni pubblicitari in-game descrivono l'autovettura Chryslus Corvega Atomic V8 come dotata di un motore "Atomic V8". La rappresentazione del gioco è però più satirica, in quanto le auto esplodono in un'improbabile nube a fungo e rilasciano radiazioni quando vengono colpite.